# Iordan al II-lea de Capua

Sudul Italiei la anul 1112.

Iordan al II-lea (d. 19 decembrie 1127), membru al familiei normande Drengot, a fose senior a fost senior de Nocera din mai 1109, iar din iunie 1120 principe de Capua.
Iordan a fost cel de al treilea fiu al principelui Iordan I de Capua cu principesa Gaitelgrima de Salerno, fiică a principelui Guaimar al IV-lea de Salerno. Data și locul de naștere nu sunt cunoscute, însă aceasta trebuie să fi abut loc după 1080. El s-a căsătorit înainte de 1113 cu Gaitelgrima, fiica ducelui Sergiu de Sorrento, o alianță matrimonială care i-a permis să își extindă influența până către coasta amalfitană, dinspre castelul său din Nocera.

## Senior de Nocera
Cea mai timpurie atestare a lui Iordan ca senior de Nocera este datată în mai 1109, însă nu lămurește asupra naturii senioriei (dominatus). Înainte de a cădea în fața trupelor contelui Roger I al Siciliei, Nocera fusese reședința centrală a uneia dintre subdiviziunile, fie actus, fie comitatus, a Principatului de Salerno. Există unele certitudini asupra faptului că vechile subdiviziuni teritoriale ale principatului au supraviețuit cuceririi normande. Nocera, străjuind o vale strâmtă ce asigura legătura Principatului de Salerno cu cel de Capua, și-a menținut semnificația sa strategică atâta vreme cât normanzii din dinastia Hauteville îl controlau pe cel dintâi, iar familia lui Iordan, Drengot, pe cel din urmă. Oricum, nu existtă niciun document care să îi atribuie explicit lui Iordan conducerea asupra vreunui district din jurul Nocera, și nici nu se poate spune că, înainte de a deveni principe, ar fi utilizat vreun titlu formal. Hrisoavele sale se referă la el mereu ca "Iordan, fiul lui Iordan fost principe" (Jordanus Jordani filius quondam principis).
Într-un act de danie din 1113, Iordan afirmă că proprietatea pe care o oferea se afla "în teritoriul de Nocera, care îmi aparține mie" (in territorio Nucerie quod michi pertinet). În toate hrisoavele emise de el începând din acea dată el recunoaște explicit autoritatea fratelui său, principele Robert I de Capua. O diplomă pe care Iordan a emis-o în septembrie 1111, cu consimțământul fratelui său, în favoarea mănăstirii Santissima Trinità di Cava de' Tirreni este datată prin domnia ducelui Guillaume al II-lea de Apulia. Deși este vorba de un caz izolat, se poate deduce că influența Capuei asupra Nocerei nu era integral efectivă și că, din când în când, membrii familiei Hauteville își făceau simșiută prezența în regiune sau că Iordan ar fi jucat poate un rol de echilibru între cele două puteri, profitând de ambiguitatea statutului avut de Nocera.
De-a lungul întregii sale stăpâniri asupra Nocerei, Iordan s-a aflat în foarte buni termeni cu mănăstirea de Cava. În diploma din septembrie 1111, el a confirmat proprietatea abatelui Petru asupra acelui teritoriu, delimitând hotarele cu precizie și, împreună cu unii dintre vasalii săi, a luat inițiativă apărării acestora. Câteva zile mai târziu, în prezența lui Sergiu de Sorrento, printre alții, Iordan a jurat să protejeze persoana abatelui și câteva fortărețe aflate în proprietatea abației, inclusiv castelul strategic de Sant'Adiutore. În martie 1114, Iordan a organizat o adunare a normanzilor proeminenți, inclusiv a fratelui său, la Nocera, cu scopul de a obține jurăminte din parte lui Robert de Eboli și Roger de San Severino în sensul de a înceta acțiunile lor ostile împotriva Cavei. În ianuarie 1115, el a confirmat unele bunuri mănăstirii San Massimo di Salerno, dependentă de Cava. De asemenea, Iordan a făcut importante concesii mănăstirii San Angelo in Formis, dependentă de Montecassino.

## Principe de Capua
Iordan nu se aștepta să moștenească Principatul de Capua. Fratele său mai mare, Richard al II-lea, a murit fără urmași și a fost succedat de Robert I, care a murit în 3 iunie 1120. Acesta a fost urmat de către fiul său minor, Richard al III-lea, pe care deja îl nominalizase în poziția de co-principe, însă acesta i-a supraviețuit doar o săptămână tatălui său, murind în circumstanțe neclare în 10 iunie. Toate aceste decese i-au asigurat lui Iordan calea de a prelua principatul în aceeași lună, iar unii istorici moderni au sugerat că el ar fi avut vreun rol în moartea prematură a nepotului său de frate. În orice caz, Iordan a fost numit principe în 4 iulie. Puținul care se cunoaște asupra domniei sale ca principe îl prezintă ca continuând patronajul asupra marilor instituții monahale din principal. La sfârșitul acelui an, Iordan a prestat omagiu papei Calixt al II-lea.
În noiembrie 1120, Iordan a confirmat privilegiile și drepturilemănăstirii San Angelo in Formis. În 1121, el a conferit o rentă considerabilă diocezei de Pozzuoli și mănăstirilor San Lorenzo di Capua și San Lorenzo di Aversa. Generozitatea sa către lumea ecleziastică nu era probabil cu totul inocentă și pioasă. Dania către castelul Pico din Montecassino din februarie 1125 poate fi pusă pe seama eforturile sale de a-și extinde autoritatea către părțile mai îndepărtate ale principatului.
Cu toate acestea, puterile principilor de Capua erau palide.  Generozitatea sa nu a fost totuși uitată: Iordan al II-lea este unicul principe de Capua de după Iordan I a cărui moarte, petrecută în 19 decembrie 1127, este consemnată în necrologia de la Montecassino. El a fost succedat de fiul său mai mare, Robert al II-lea, ultimul principe de Capua.